# Stenophragma obscura
Stenophragma obscura är en tvåvingeart som beskrevs av Duret 1976. Stenophragma obscura ingår i släktet Stenophragma och familjen svampmyggor. Inga underarter finns listade i Catalogue of Life.